# Ariel Cáceres
Ariel Ignacio Cáceres Lizana (Independencia, Chile, 21 de noviembre de 1999) es un futbolista chileno. Juega de Defensa y actualmente juega en Deportes Concepción de la Primera B de Chile.

## Estadísticas

### Clubes
| Club                       | Div.          | Temporada     | Liga  | Liga  | Copas nacionales | Copas nacionales | Torneos internacionales | Torneos internacionales | Total | Total |
| Club                       | Div.          | Temporada     | Part. | Goles | Part.            | Goles            | Part.                   | Goles                   | Part. | Goles |
| -------------------------- | ------------- | ------------- | ----- | ----- | ---------------- | ---------------- | ----------------------- | ----------------------- | ----- | ----- |
| Unión La Calera · Chile    | 1ª            | 2019          | 6     | 1     | 5                | 1                | —                       | —                       | 11    | 2     |
| Unión La Calera · Chile    | 1ª            | 2020          | 5     | 0     | —                | —                | 1                       | 0                       | 6     | 0     |
| Unión La Calera · Chile    | Total club    | Total club    | 11    | 1     | 5                | 1                | 1                       | 0                       | 17    | 2     |
| San Luis · Chile           | 2ª            | 2021          | 25    | 1     | 2                | 0                | —                       | —                       | 27    | 1     |
| San Luis · Chile           | Total club    | Total club    | 25    | 1     | 2                | 0                | 0                       | 0                       | 27    | 1     |
| Deportes La Serena · Chile | 1ª            | 2022          | 14    | 0     | 2                | 1                | —                       | —                       | 16    | 1     |
| Deportes La Serena · Chile | Total club    | Total club    | 14    | 0     | 2                | 1                | 0                       | 0                       | 16    | 1     |
| Total carrera              | Total carrera | Total carrera | 50    | 2     | 9                | 2                | 1                       | 0                       | 60    | 4     |
| 1. 2. 3.                   |               |               |       |       |                  |                  |                         |                         |       |       |